# Aeroporto di Taza
L'aeroporto di Taza (ICAO: GMFZ) è un aeroporto che serve la città di Taza, in Marocco. L'aeroporto si trova a 3 chilometri a est della città. Attualmente serve piccoli aeroplani di peso inferiore a 5.700 kg ed è utilizzato principalmente dai vigili del fuoco per incendi boschivi e distribuzione di pesticidi.